# Mick Ronson

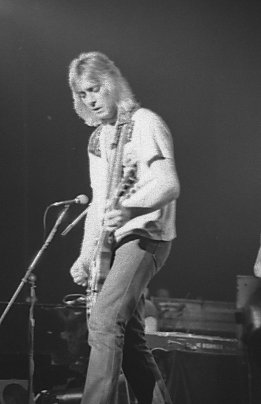
Mick Ronson 1979

Michael Ronson (* 26. Mai 1946 in Hull; † 29. April 1993 ebenda) war ein britischer Gitarrist, Komponist, Multi-Instrumentalist, Arrangeur und Produzent.

## Anfänge
Als Kind spielte Mick Ronson schon Klavier, Geige und Harmonium. Er wollte zunächst Cello-Spieler werden, wechselte aber schnell zur Gitarre, wobei er durch den seinerzeitigen Wirbel um Duane Eddy oder die Shadows inspiriert wurde. Mit 17 Jahren spielte er erstmals in einer lokalen Band (The Mariners). Diese hatten ihren ersten Auftritt als Vorgruppe in einem fast 60 km von Hull entfernten Städtchen und bekamen dafür 10 Shilling.
Daneben spielte Ronson in einer weiteren lokalen Band, The Crestas. Diese bekamen durch Ronson einen gewissen Bekanntheitsgrad und ein festes Engagement in örtlichen Clubs und an anderen Veranstaltungsorten: montags im Halfway House in Hull, donnerstags im Ferryboat-Hotel, freitags im Regal Ballroom in Beverley und sonntags im Duke of Cumberland in North Ferriby.
1965 verließ Ronson die Crestas, um sein Glück in London zu versuchen. Er nahm einen Teilzeitjob als Mechaniker an und spielte in einer kleinen Band namens The Voice, wo er Miller Anderson ersetzte. Bald danach verließ der Schlagzeuger die Band und wurde ersetzt durch den früheren Drummer der Crestas, Dave Bradfield. Als Ronson und Bradfield eines Tages von einem Wochenendtrip in Hull nach London zurückkehrten, fanden sie ein einziges Chaos in ihrer Wohnung vor und einen Zettel, „dass der Rest der Gruppe auf die Bahamas gezogen wäre“. Ronson blieb in London und spielte kurzzeitig in einer Soul-Band namens The Wanted, bevor er schließlich ganz nach Hull zurückkehrte.
1966 wechselte Ronson zu einer anderen lokalen Band (The Rats), die regelmäßig im Zirkus auftrat und auch einige relativ erfolglose Konzerte in London und Paris spielte.
Im Jahr 1968 – The Rats waren mittlerweile der Psychedelic-Schiene verfallen – änderte die Band ihren Namen in Treacle und nahm zwei Demos auf, bevor sie 1969 wieder zu ihrem Originalnamen zurückkehrten. 1970 spielte Ronson als Studiomusiker auf der LP Fully Qualified Survivor des Folk-Gitarristen Michael Chapman. Fast gleichzeitig lösten sich die Rats auf.

## Gitarrist für David Bowie
Im Frühjahr 1970 kam John Cambridge, der schon mit Ronson bei den Rats gespielt hatte, nach Hull, um Mick Ronson für eine neue Begleitband David Bowies namens The Hype zu verpflichten. Er fand Ronson als Gärtner vor der städtischen Gärtnerei vor, der Rugbyfelder markierte. Nach langem Zureden war Ronson schließlich widerstrebend bereit, Cambridge zu einem Treffen mit Bowie zu begleiten.
Zwei Tage später, am 5. Februar, folgte sodann der erste gemeinsame Auftritt von Bowie und Ronson bei der Sonntagsshow von John Peel. The Hype spielten in der Besetzung David Bowie, Mick Ronson, John Cambridge und Tony Visconti und traten in Kostümen von „Superhelden“ auf. Kurz danach verließ Cambridge die Band und wurde durch Woody Woodmansey ersetzt. Im April 1970 begannen die Aufnahmen zu Bowies Album The Man Who Sold the World, auf der dann erstmals der maßgeblich von Jeff Beck beeinflusste Gitarrensound von Mick Ronson zur vollen Geltung kam.
Noch während der Aufnahmezeit unterschrieb die Band einen Plattenvertrag bei Vertigo Records. Von den früheren Rats kam Benny Marshall als Sänger, und die Band wollte als The Hype (ohne David Bowie) ein eigenes Album herausbringen. Es erschien jedoch nur eine Single The Fourth Hour of My Sleep, ein Lied, das von Tucker Zimmermann, einem Freund Tony Viscontis geschrieben wurde (und nicht von Bob Dylan, wie andere Quellen berichteten). Die B-Seite der Single war eine Eigenkomposition von Mick Ronson und Benny Marshall mit dem Titel Power of Darkness. Die Langspielplatte wurde nie fertiggestellt.
Bei der Aufnahme des nächsten Bowie-Albums Hunky Dory wurde Tony Visconti, der sich nun gänzlich auf das Produzieren verlegte, durch Trevor Bolder ersetzt, und neu kam der Keyboarder Rick Wakeman hinzu. Mick Ronson und David Bowie kümmerten sich gemeinsam um die Arrangements, und das ergab, dass im Gegensatz zu den Hardrock-Klängen des vorhergehenden Albums nunmehr Ronsons orchestrale Arrangements die „Hauptrolle“ übernahmen und Bowies Kompositionen weitaus melodiöser gestalteten.
Die gleiche Band, jedoch jetzt ohne Rick Wakeman, spielte dann als The Spiders From Mars das nächste Bowie-Album The Rise and Fall of Ziggy Stardust and the Spiders from Mars ein. Mick Ronson hatte erneut eine Schlüsselrolle bei der Aufnahme des Albums, dem er durch seine Arrangements, seine originelle Instrumentierung und sein einfühlsames Gitarrenspiel den Stempel aufdrückte. Dieses Album kehrte zu den härteren Klängen der früheren Bowie-Aufnahmen zurück, und David Bowie bekundete seine Anerkennung für Mick Ronson, als er bei den Promotion-Tourneen für die Platte jeweils andeutete, Mick Ronsons Gitarre zu küssen.
Während dieser Zeit wurde Mick Ronson auch Co-Produzent von Lou Reeds Album Transformer und spielte Klavier bei der Aufnahme zu Reeds Song Perfect Day. Gemeinsam mit David Bowie schrieb er den Titel The Man Who Sold The World für Lulu, und für Dana Gillespie spielte er einige Aufnahmen ihres Albums Weren’t Born a Man ein.
Auch auf den nächsten beiden Alben von David Bowie, Aladdin Sane und Pinups war die Gitarre Ronsons unverkennbar, sodass viele schon annahmen, dass Ronsons Mitwirken für Bowie unverzichtbar geworden sei. Umso größer war die Überraschung, dass er bei dem nächsten Album Diamond Dogs nicht mehr vertreten war.

## Solokarriere
Nach einem „Abschiedskonzert“ von Bowies Begleitband im Jahr 1973 versuchte Mick Ronson eine Solokarriere zu starten und veröffentlichte zwei Alben unter eigenem Namen. Das erste Album Slaughter on 10th Avenue erreichte 1974 Platz 9 der britischen Charts und enthielt mit der Single Only After Dark einen kleinen Hit, während das zweite Album Play Don’t Worry im folgenden Jahr nicht über Platz 29 hinauskam.
1973 und 1974 wurde Mick Ronson in den Lesercharts der Musikzeitschrift Creem hinter Jimmy Page von Led Zeppelin zum zweitbesten Gitarristen des Jahres gewählt.
Aufgrund seiner Reputation wurde Mick Ronson 1975 von Bob Dylan als Mitglied seiner Liveband Rolling Thunder Revue rekrutiert, mit der er bis in den Mai 1976 hinein den Nordosten der USA und Kanada bereiste, um vierstündige Konzerte zu absolvieren und den Film Renaldo & Clara zu drehen.

## Gitarrist der Ian Hunter Band
1974/75 war Mick Ronson für einige Monate bei der Glam-Rock-Band Mott the Hoople eingestiegen. Nach Auflösung der Band setzte er die Zusammenarbeit mit ihrem Sänger Ian Hunter fort, an dessen 1975er Solo-Hit Once Bitten, Twice Shy er als Arrangeur, Co-Produzent und Co-Texter beteiligt war. Zwar kam es danach wegen vertraglicher Schwierigkeiten zu einer Unterbrechung, doch 1979 hatte Ronson wieder maßgeblichen Anteil an Hunters erfolgreichem Solo-Album You're Never Alone with a Schizophrenic.
Die Arbeit mit der Ian Hunter Band erwies sich in der Folge als äußerst fruchtbar und fand ihren Höhepunkt im Live-Album Welcome to the Club, das 1980 erschien und von Kritikern und Fans in höchsten Tönen gelobt wurde. In einer brillanten Retrospektive wurde darauf das alte Songmaterial von Mott the Hoople sowie aus Solotagen aufgefrischt und durch das perfekte Ineinandergreifen von Hunters charismatischem Gesang und Ronsons einfühlsamem Gitarrenspiel auf eine neue Ebene gehoben. Darüber hinaus enthielt die Platte auch einige neue Studioaufnahmen.
Nach einem viel beachteten Rockpalast-Auftritt zusammen mit ZZ Top am 19. April 1980 unternahmen Hunter und Ronson in den 1980er Jahren weitere gemeinsame Anstrengungen, konnten aber nicht mehr an die früheren Erfolge anknüpfen. Im Jahr 1990 wurde das letzte gemeinsame Album Yui Orta veröffentlicht, das mit dem Instrumental Sweet Dreamer Ronsons Vermächtnis als Sologitarrist enthält.

## Arbeit als Produzent
Neben David Bowie und Ian Hunter arbeitete Mick Ronson als Begleitmusiker, Songwriter und Plattenproduzent für so unterschiedliche Künstler wie Morrissey, The Wildhearts, Rich Kids (einschließlich Glen Matlock und Midge Ure), Elton John, John Cougar Mellencamp, Ellen Foley, Lisa Dalbello, Van Morrison, Leather Nun, Genya Ravan u. a. m. 1979 produzierte er zusammen mit Ian Hunter das Debüt von Ellen Foley, und 1984 spielte er mit Lisa Dalbello das Album whomanfoursays ein.
Bei seinen Kollaborationen beschränkte er sich aber nicht nur auf etablierte Künstler, sondern förderte ständig neue, mitunter auch obskure Projekte wie The Payolas, Phil Rambow oder Los Illegals. Er hatte zeit seines Lebens die Passion, unbekannten Künstlern eine Chance zu geben und unterstützte auf diese Weise viele lokale Bands aus Hull auf ihrem Weg.

## Die letzten Jahre
Sein letztes großes Liveprojekt war die Teilnahme beim Freddie Mercury Tribute Concert am 20. April 1992, wo er All the Young Dudes mit David Bowie und Ian Hunter sowie Heroes und The Lords Prayer mit David Bowie spielte. Er war zu diesem Zeitpunkt bereits todkrank.
1993 spielte er erneut für David Bowie den Titel I Feel Free (im Original von Cream) für das Album Black Tie White Noise ein. Ronson und Bowie hatten diese Version bereits während der Zeiten von Ziggy Stardust stets bei Livekonzerten gespielt.
Auf dem 1993er-Album Earth Vs The Wildhearts der Band The Wildhearts spielte Mick Ronson sein letztes veröffentlichtes Gitarrensolo in dem Lied My Baby Is a Headfuck.
Das dritte und letzte Soloalbum von Mick Ronson Heaven And Hull erschien 1994 und wurde teilweise erst nach seinem Tod fertiggestellt und veröffentlicht.
Mick Ronson starb am 29. April 1993 im Alter von 46 Jahren an Leberkrebs. In seiner Heimatstadt Hull wurde ihm zu Ehren eine Bühne, die „Mick Ronson Memorial Stage“, errichtet.
Der Rolling Stone listete Ronson 2011 auf Rang 41 der 100 größten Gitarristen aller Zeiten. In einer Liste aus dem Jahr 2003 hatte er Rang 64 belegt.

## Diskografie
Soloalben
- Slaughter on 10th Avenue (1974)
- Play Don’t Worry (1975)
- Heaven and Hull (1994)

## Belege
1. ↑  Creem Magazine, Reader Poll Results 1974
2. ↑  100 Greatest Guitarists of All Time. Rolling Stone, 18. Dezember 2015, abgerufen am 8. August 2017 (englisch).
3. ↑  100 Greatest Guitarists of All Time – David Fricke’s Picks. Rolling Stone, 2. Dezember 2010, abgerufen am 8. August 2017 (englisch).